# Tanginoa Halaifonua
Tanginoa Halaifonua (20 settembre 1996) è un rugbista a 15 tongano, che gioca come flanker o come seconda linea nello Stade français.

## Biografia
Tanginoa Halaifonua passa tutto il suo periodo di formazione nella academy del Lyon OU, ottenendo in tal modo lo status di JIFF, cioè di giocatore di formazione francese (di cui è obbligatorio l'inserimento in rosa per ogni squadra di Top 14 e Pro D2 francese per una quota del 40%). Per aumentare la propria esperienza in campo, il Lyon lo cede in prestito al Massy nella stagione 2018-2019, squadra che milita nel Pro D2.
Nel 2019 ritorna a Lione, con cui prolunga il suo contratto per altre due stagioni per poi passare al Grenoble nel luglio 2020, con cui firma un contratto biennale. Nel frattempo Halaifonua partecipa al Supersevens 2020 con la squadra che lo ha formato, il Lyon OU.
Con il Grenoble, nella stagione 2023-2024 Halaifonua arriva secondo alla conclusione della stagione regolare di Pro D2, arrivando in finale a giocarsi la promozione nel Top 14 contro l'Oyonnax. Nella sfida conclusiva del campionato gioca 53 minuti prima di essere sostituito Talalelei Gray, ma il suo Grenoble esce sconfitto con il punteggio di 3-14. Dopo la sconfitta subita in finale, Halaifonua firma un contratto con i parigini dello Stade français.
Con la nazionale tongana debutta in un test match contro la Scozia nel 2021, per poi far parte della selezione del suo paese in occasione della Coppa del mondo 2023 disputata in Francia; nella competizione iridata Halaifonua viene schierato titolare in 3 delle 4 partite del girone.